# 兴隆庄煤矿
兴隆庄煤矿是山东能源集团下属煤矿， 位于兖州煤田的北部。

## 历史
- 1975年开始兴建
- 1981年开始商业生产。
- 设计年产量为300万吨。

## 煤层状态
其主煤层集中于一层，平均厚度为8.29米。

## 采煤工艺
采用综采放顶煤开采法
- 注：山东能源集团下属其它煤矿主要采用的综采放顶煤开采法开始于兴隆庄煤矿。

## 煤炭储量
截至2004年12月31日，已探明及推定总储量约为3.64亿吨。